# Konrad Hoffmann (Politiker, 1904)
Konrad Hoffmann (* 3. April 1904 in Berlin; † 10. August 1989 in Hamburg) war ein Politiker der SPD und Mitglied der Ernannten Hamburgischen Bürgerschaft.

## Leben

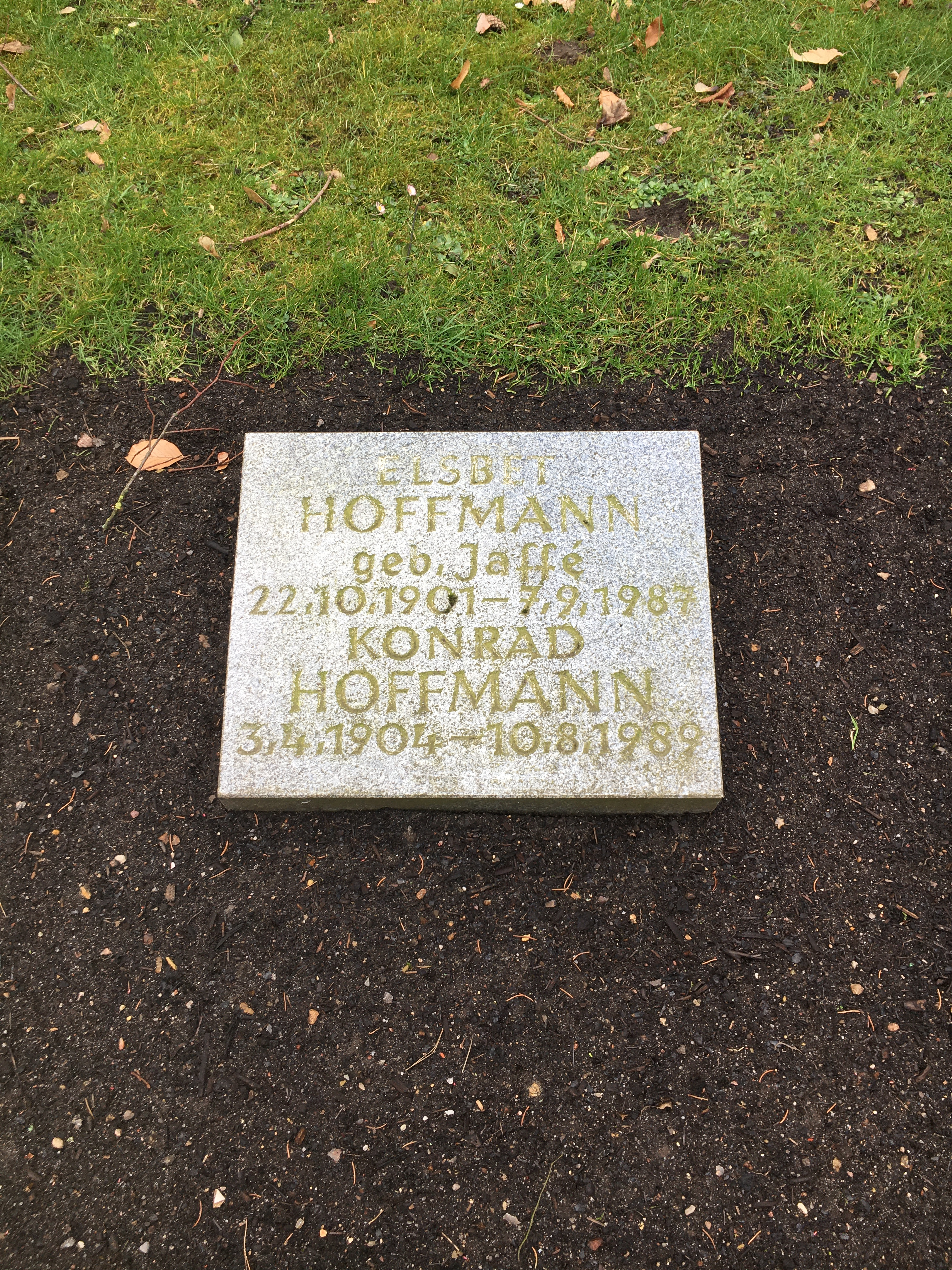
Kissenstein für Konrad Hoffmann auf dem Friedhof Ohlsdorf

Konrad Hoffmann war vor der Machtergreifung der Nationalsozialisten 1933 in leitender Position im Bankwesen tätig. Durch die Änderung der politischen Begebenheiten wurde er seiner Existenzgrundlage durch die neuen Machthaber beraubt, da seine Ehefrau Elsbeth Jüdin war. 1939 bis 1941 war er als Soldat im Zweiten Weltkrieg involviert, wurde dann aber aufgrund der Nürnberger Rassegesetze als wehruntauglich eingestuft. Er stand als Häftling unter Gestapoaufsicht.
Nach dem Kriege wurde Hoffmann von den britischen Besatzungsbehörden im Juli 1946 in die „Ernannte Hamburgische Bürgerschaft“ berufen. Zuerst war er Teil der Fraktion der Parteilosen und wechselte dann später zur SPD. Es folgten danach sieben Jahre Mitgliedschaft in der Deputation der Behörde für Wirtschaft und Verkehr.
Hoffmann engagierte sich in der Notgemeinschaft der von den Nürnberger Gesetzen Betroffenen und hatte wesentlichen Anteil an der Rückführung der überlebenden Hamburger aus dem KZ Theresienstadt. Zudem war er an der Gründung verschiedener Hilfsorganisationen für den Wiederaufbau Hamburgs beteiligt und saß als Vorstandsmitglied in der Gesellschaft für Christlich-Jüdische Zusammenarbeit. Er war Mitglied der Deutsch-Israelischen Gesellschaft und übernahm bei der Gründung der Vorgängerorganisation Pro Israel 1961 die Aufgabe als Schriftführer.
Er wurde mit dem Großen Bundesverdienstkreuz mit Stern und einem hohen französischen Verdienstorden ausgezeichnet.
Konrad Hoffmann ruht im Ehrenfeld der Geschwister-Scholl-Stiftung auf dem Friedhof Ohlsdorf.